# Arugisa subterminata
Arugisa subterminata är en fjärilsart som beskrevs av George Francis Hampson 1926. Arugisa subterminata ingår i släktet Arugisa och familjen nattflyn. Inga underarter finns listade i Catalogue of Life.